# Oediplexia citrophila
Oediplexia citrophila är en fjärilsart som beskrevs av Emilio Berio 1962. Oediplexia citrophila ingår i släktet Oediplexia och familjen nattflyn. Inga underarter finns listade i Catalogue of Life.